# VDE-Verlag
Der VDE Verlag GmbH ist ein deutscher Fachverlag für Elektrotechnik und Informationstechnik. Der Gesellschafter des Verlages ist der Verband der Elektrotechnik, Elektronik und Informationstechnik (VDE).

## Standorte

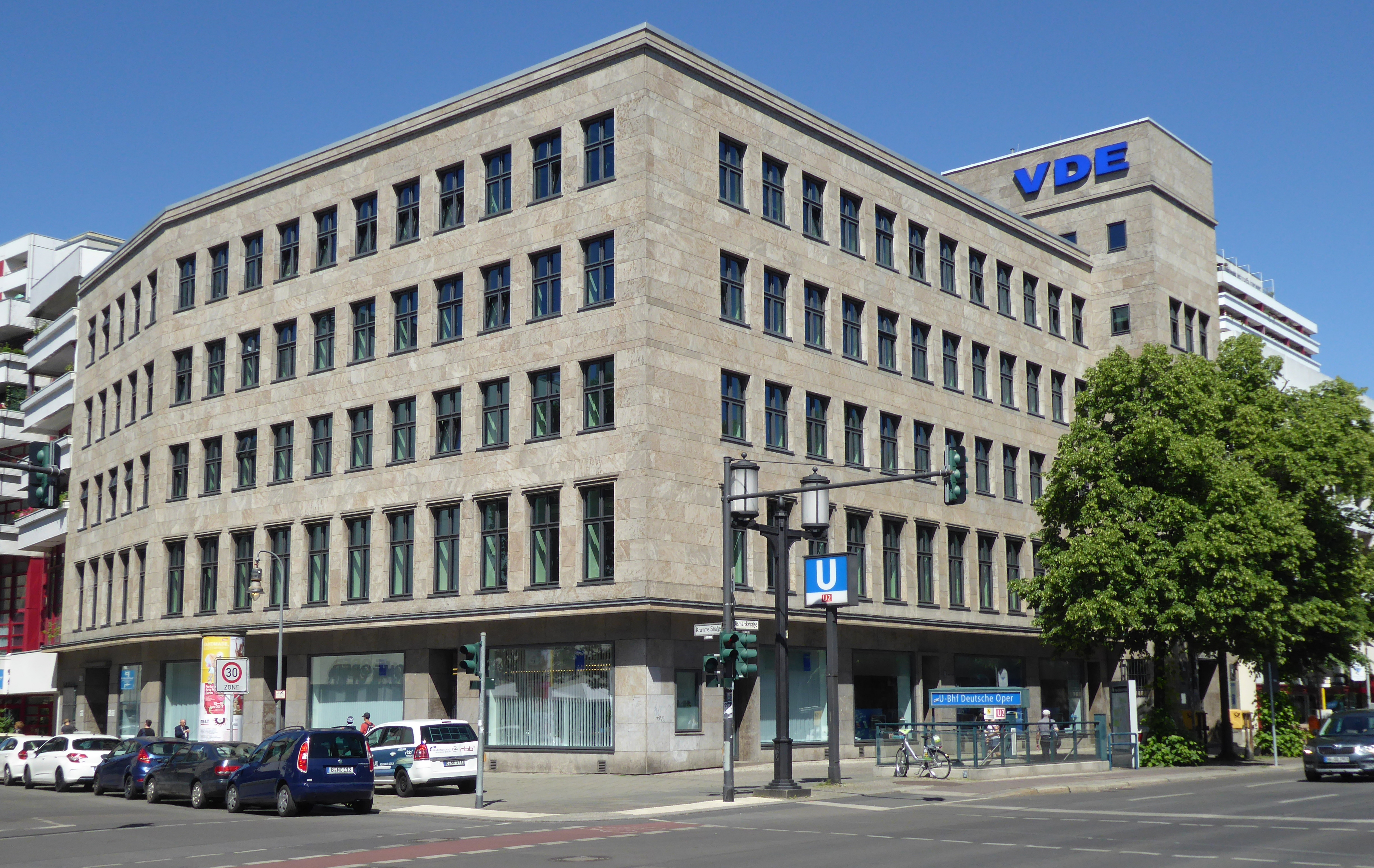
VDE-Haus

Standorte des Verlages befinden sich in Berlin und Offenbach. Die Geschäftsführung hat ihren Sitz in Berlin. Im denkmalgeschützten VDE-Haus von Architekt Hans Hertlein in der Bismarckstraße 33 befinden sich außerdem Bereiche des Verlages wie Kundenservice, Marketing & Vertrieb, Seminare, IT, Rechnungswesen und die Auslieferung.

## Geschichte
Mit einer Lizenz zur Herausgabe der etz Elektrotechnik + Automation wurde am 15. September 1947 der Verlag von Kurt Fischer und Hans Hasse in Wuppertal gegründet. Beide waren mit einem Stammkapital von jeweils 20.000 Reichsmark beteiligt. 1948 wurde eine Niederlassung in der Charlottenburger Bismarckstraße errichtet. 1949 begann der Buchverlag seine Publikationstätigkeit. Nach dem Krieg erwarb der neu gegründete VDE Verband der Elektrotechnik Elektronik Informationstechnik e. V. in den Jahren 1950/51 die Geschäftsanteile der beiden Gründer. Seit 2010 befindet sich auch der auf Geowissenschaften spezialisierte Wichmann-Verlag unter dem Dach des VDE-Verlages.

## Normen, VDE-Vorschriftenwerk, IEC-Publikationen
Schwerpunkt des Normenverlags bildet der Vertrieb des VDE-Vorschriftenwerkes mit mehr als 3000 gültigen DIN-VDE-Normen und -Entwürfen. Das Vorschriftenwerk wird in Papier oder Online in der NormenBibliothek angeboten.
Darüber hinaus können mehr als 12.000 internationale Publikationen wie IEC-Normen oder ISO/IEC-Publikationen als Download im PDF-Format erworben werden.

## Bücher
Der Buchverlag bietet ein Programm mit mehr als 650 lieferbaren Titeln und mehr als 100 Neuerscheinungen jährlich. Zu den Publikationen gehören die anwendungsbezogenen Kommentare zu den DIN-VDE-Normen, die Titel der Reihe „VDE-Schriftenreihe – Normen verständlich“.

## Proceedings und Tagungsberichte
Der VDE VERLAG publiziert jährlich rund 30 Tagungsbände mit mehr als 1.500 Fachbeiträgen. Insgesamt wurden bislang mehr als 23.000 Fachbeiträge veröffentlicht (Stand: September 2019). Schwerpunkte bilden die Fachberichte des VDE (Verband der Elektrotechnik, Elektronik und Informationstechnik e. V.) selbst sowie seiner Fachgesellschaften ETG (Energietechnische Gesellschaft), ITG (Informationstechnische Gesellschaft) und GMM (VDE/VDI-Gesellschaft Mikroelektronik, Mikrosystem- und Feinwerktechnik).

## Zeitschriften
Der Verlag publiziert die Elektrotechnische Zeitschrift etz Elektrotechnik + Automation, die Zeitschriften building & automation für das Elektrohandwerk, die openautomation – Märkte Trends Innovationen für den Bereich der Automatisierung sowie die Fachzeitschriften für Geodäsie und Geoinformatik avn. – allgemeine vermessungs-nachrichten und die „GIS-Zeitschriften“, bestehend aus gis.BUSINESS und gis.SCIENCE. Weiterhin seit dem 1. Januar 2022 das VDVmagazin, die Zeitschrift des Verbands Deutscher Vermessungsingenieure e. V. (VDV), dem größten Berufsverband für Geodäsie und Geoinformatik in Deutschland.